# 索姆瓦尔
索姆瓦尔（法語：Sommevoire，法語發音：[sɔmvwaʁ]）是法国上马恩省的一个市镇，位于该省西北部，属于圣迪济耶区。

## 地理
索姆瓦尔（48°24'41"N, 4°50'30"E）面积32.68 平方千米，位于法国大東部大區上马恩省，该省份为法国东北部内陆省份，北起马恩省和默兹省，西接奥布省，西南接科多尔省，东南接上索恩省，东临孚日省。
与索姆瓦尔接壤的市镇（或旧市镇、城区）包括：布吕默赖、塞丰、多马坦勒圣佩尔、杜勒旺堡、梅尔特吕、尼利、蒂约、特雷米利、拉波特迪代尔。

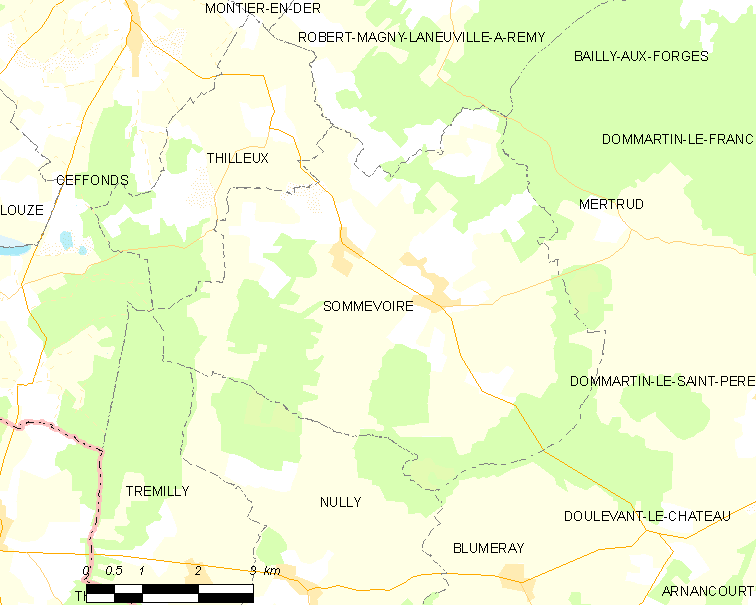
索姆瓦尔的OSM定位图

索姆瓦尔的时区为UTC+01:00、UTC+02:00（夏令时）。

## 行政
索姆瓦尔的邮政编码为52220，INSEE市镇编码为52479。

## 政治
索姆瓦尔所属的省级选区为瓦西县。

## 人口

1962-2008年间索姆瓦尔人口变化图示

索姆瓦尔于2022年1月1日时的人口数量为648人。